# Плоски (Тверская область)
Пло́ски — деревня в Конаковском районе Тверской области. Входит в состав Вахонинского сельского поселения.

## География
Находится в юго-восточной части Тверской области на расстоянии приблизительно 5 км на запад-юго-запад по прямой от районного центра города Конаково на правом берегу Волги.

## История
Известна с 1624—1625 годов как деревня с 5 дворами. В 1859 году здесь (сельцо Клинского уезда Московской губернии) было учтено 18 дворов.

## Население
Численность населения: 140 человек (1859 год), 88 (русские 91 %) в 2002 году, 51 в 2010.